# 정식

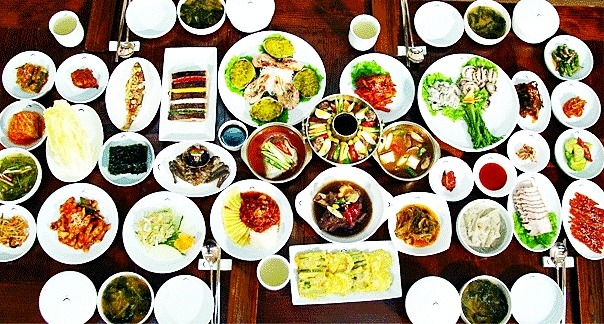
한정식

정식(定食), 또는 정찬(正餐)은 식당에서 값을 정해 놓고 파는 식사이다. 서양식 타블 도트(프랑스어: table d'hôtes→주인의 식탁) 메뉴에서 유래했다.

## 같이 보기
- 메누 델 디아
- 아라카르트
- 한정식